# MK Helicopter MK-3

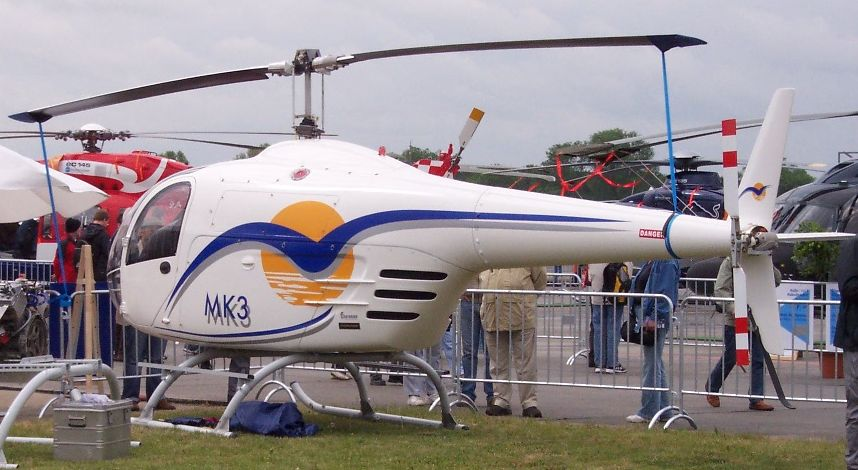
MK Helicopter MK-3

Der MK Helicopter MK-3 ist eine nicht in Produktion gelangte Entwicklung des ehemaligen deutschen Herstellers MK Helicopter. Es handelte sich um einen modernen dreisitzigen, einmotorigen Hubschrauber mit einem Rumpf aus CFK Verbundmaterial und Kufenlandegestell. Für die Flugüberwachung war ein Glascockpit vorgesehen. Den Auftrieb sollte ein ebenfalls aus Verbundwerkstoffen bestehender Zweiblatt-Hauptrotor liefern, und ein konventioneller Zweiblattheckrotor das Drehmoment ausgleichen. Als Besonderheit galt die Verwendung eines Dieselmotors als Antriebsquelle, was die Betriebskosten deutlich verringert hätte. Dafür war der Einsatz des französische Flugmotors SMA SR305 geplant. Der Antriebsstrang war auf die stärkeren Drehschwingungen des Dieselmotors hin optimiert.
Als Ziel strebte das Unternehmen an, mit dem MK-3 in den Markt der Kolbenmotor-Hubschrauber einzudringen, der beispielsweise vom Robinson R22 und R44 oder Schweizer 300 repräsentiert wird. Es wurde eine Zertifizierung nach EASA und FAA Teil 27 angestrebt. Der Verkaufspreis sollte dabei in einem sehr konkurrenzfähigen Rahmen liegen.
Der Konstrukteur des MK-3 und Mitbegründer der Firma, Uwe Mathes, verließ das Unternehmen 2005. Die Firma wurde im Jahr 2022 liquidiert.

## Technische Daten (vorläufig)

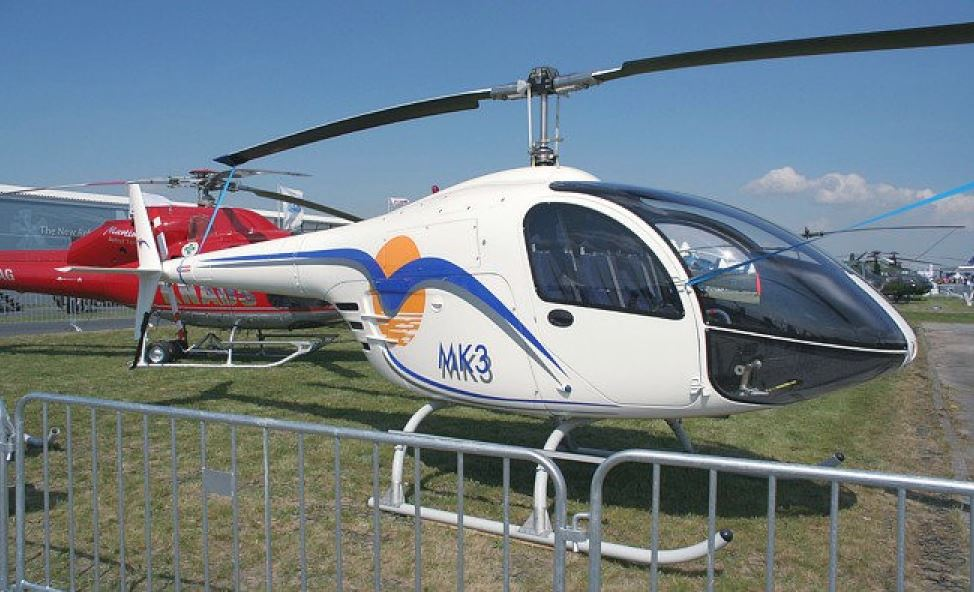
Bild 2

| Kenngröße                 | Daten    |
| ------------------------- | -------- |
| Gesamtlänge               | 10,60 m  |
| Rumpflänge                | 7,70 m   |
| Höhe                      | 2,92 m   |
| Kufenbreite               | 2,14 m   |
| Leermasse                 | 700 kg   |
| max. Startmasse           | 1182 kg  |
| Höchstgeschwindigkeit     | 240 km/h |
| Reisegeschwindigkeit      | 220 km/h |
| Schweben mit Bodeneffekt  | 3685 m   |
| Schweben ohne Bodeneffekt | 2124 m   |
| Dienstgipfelhöhe          | 4572 m   |
| Reichweite                | 887 km   |